# Pierre Grandet
Pierre Grandet (nascut el 1954) és un egiptòleg francès.
Després d'estudiar Història i Egiptologia a la Universitat de París IV Sorbona i a l'École pratique des hautes études, ha ensenyat escriptura jeroglífica i civilització de l'Egipte faraònic en temps de Kheops a París i a la Universitat Catòlica d'Angers.
El 1996 va escriure L'Égypte ancienne. Escriu col·laboracions regulars al rotatiu l'Histoire i és l'autor, entre d'altres, de l'L'Égypte des grands Pharaons - Ramsès III, obra sobre Ramsès III. A més, és coautor (amb Bernard Mathieu) d'un llibre de gramàtica titulat Cours d'égyptien hiéroglyphique.